# La Nuit du prédateur
La Nuit du prédateur (titre original : The Gypsy) est un roman de fantasy urbaine coécrit par les écrivains américains Steven Brust et Megan Lindholm, plus connue sous le nom de Robin Hobb, et publié aux États-Unis en 1992 et en France en 2006.

## Résumé
Mike Stepovitch est un policier dont le métier a eu raison de sa vie de famille. Divorcé, voyant très peu sa fille, il vogue dans les affres de la dépression nerveuse. Son chemin croise alors celui d'un gitan qu'il arrête dans une enquête sur un meurtre. Son destin va alors prendre une direction toute nouvelle et très inattendue, où il devra faire face à des enjeux qui dépasseront de beaucoup ceux de sa vie quotidienne.

## Éditions
- The Gypsy, Tor Books, 1er juillet 1992, 272 p.  (ISBN 0-312-85274-6)
- La Nuit du prédateur, Mnémos, coll. « Icares » no 97, 28 avril 2006, trad. Thibaud Eliroff, 310 p.  (ISBN 978-2-915159-69-1)
- La Nuit du prédateur, Pocket, coll. « Fantasy » no 5928, 10 septembre 2009, trad. Thibaud Eliroff, 380 p.  (ISBN 978-2-266-17090-1)
- Gypsy, Mnémos, coll. « Icares », 11 juin 2021, trad. Thibaud Eliroff, 320 p.  (ISBN 978-2-35408-915-3)